# Canale di Piombino
Il canale di Piombino è uno strettissimo braccio di mare che separa la costa orientale dell'isola d'Elba dalla costa della Toscana, proprio in prossimità del promontorio e della città di Piombino.
Il braccio di mare, assieme al canale di Corsica, costituisce anche il punto di collegamento tra Mar Ligure a nord e mar Tirreno a sud.
In prossimità della costa orientale dell'isola d'Elba, il canale di Piombino include anche l'isola di Cerboli e quella di Palmaiola, oltre a due isolotti minori in prossimità della costa elbana orientale (l'isola dei Topi e l'isola di Ortano).

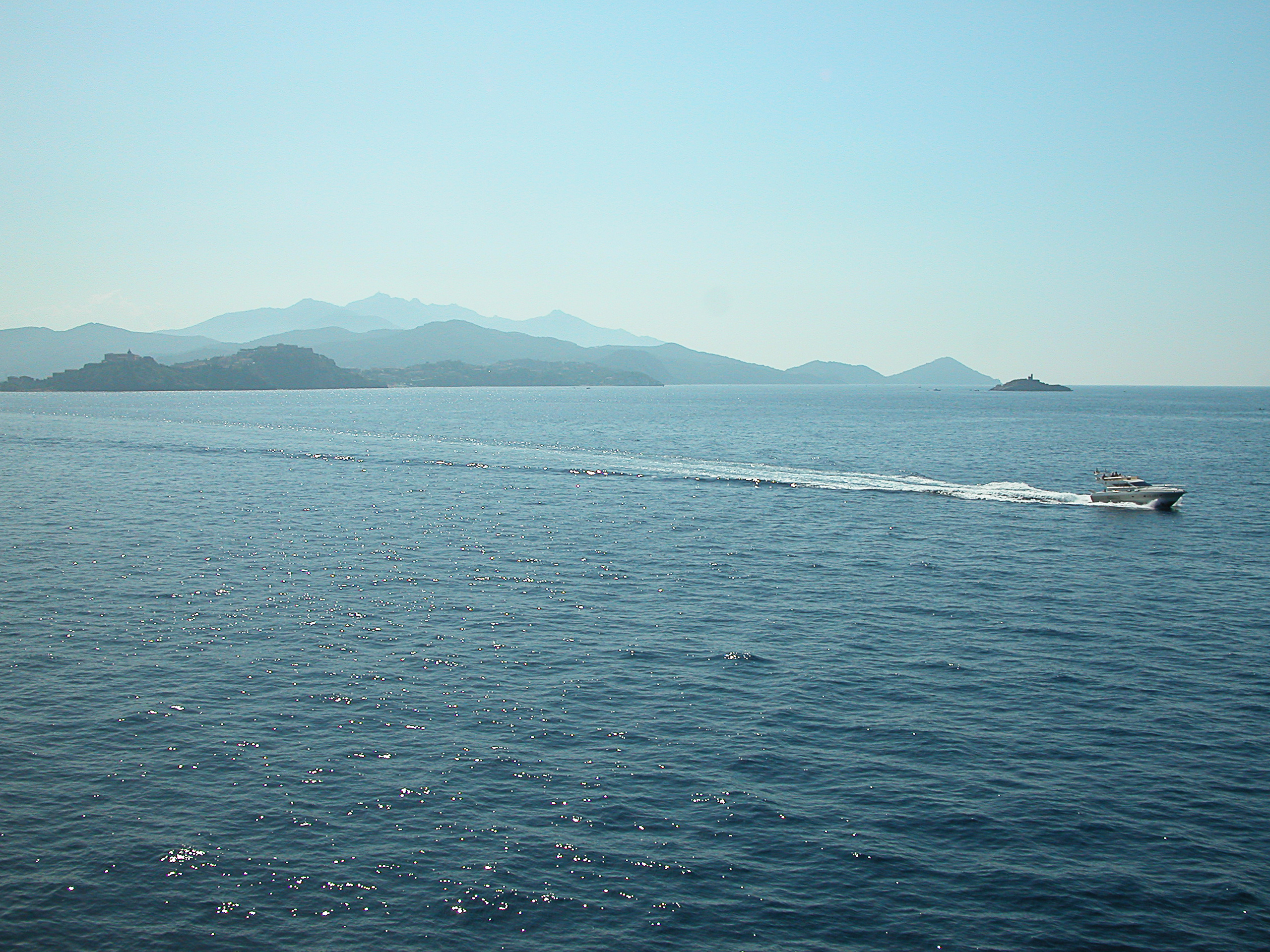
Il canale di Piombino e l'isola d'Elba

## Comuni bagnati dal canale di Piombino
| Stato  | Regione | Provincia | Comuni                                   |
| ------ | ------- | --------- | ---------------------------------------- |
| Italia | Toscana | Livorno   | Piombino, Rio, Porto Azzurro, Capoliveri |

| Controllo di autorità | VIAF (EN) 315162157 · LCCN (EN) sh96007433 · J9U (EN, HE) 987007558829805171 |